# Gingang

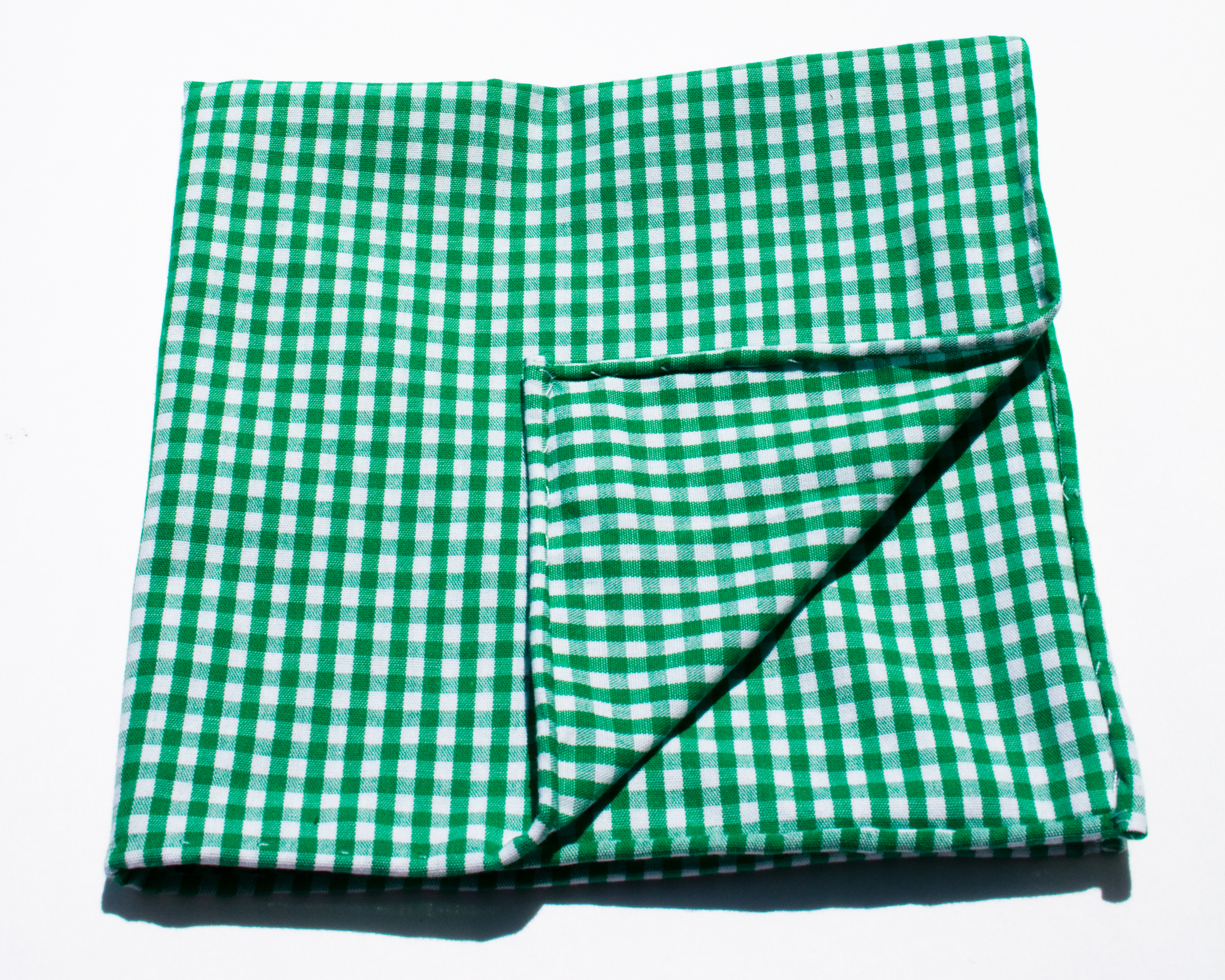
Grönvitt gingangtyg.

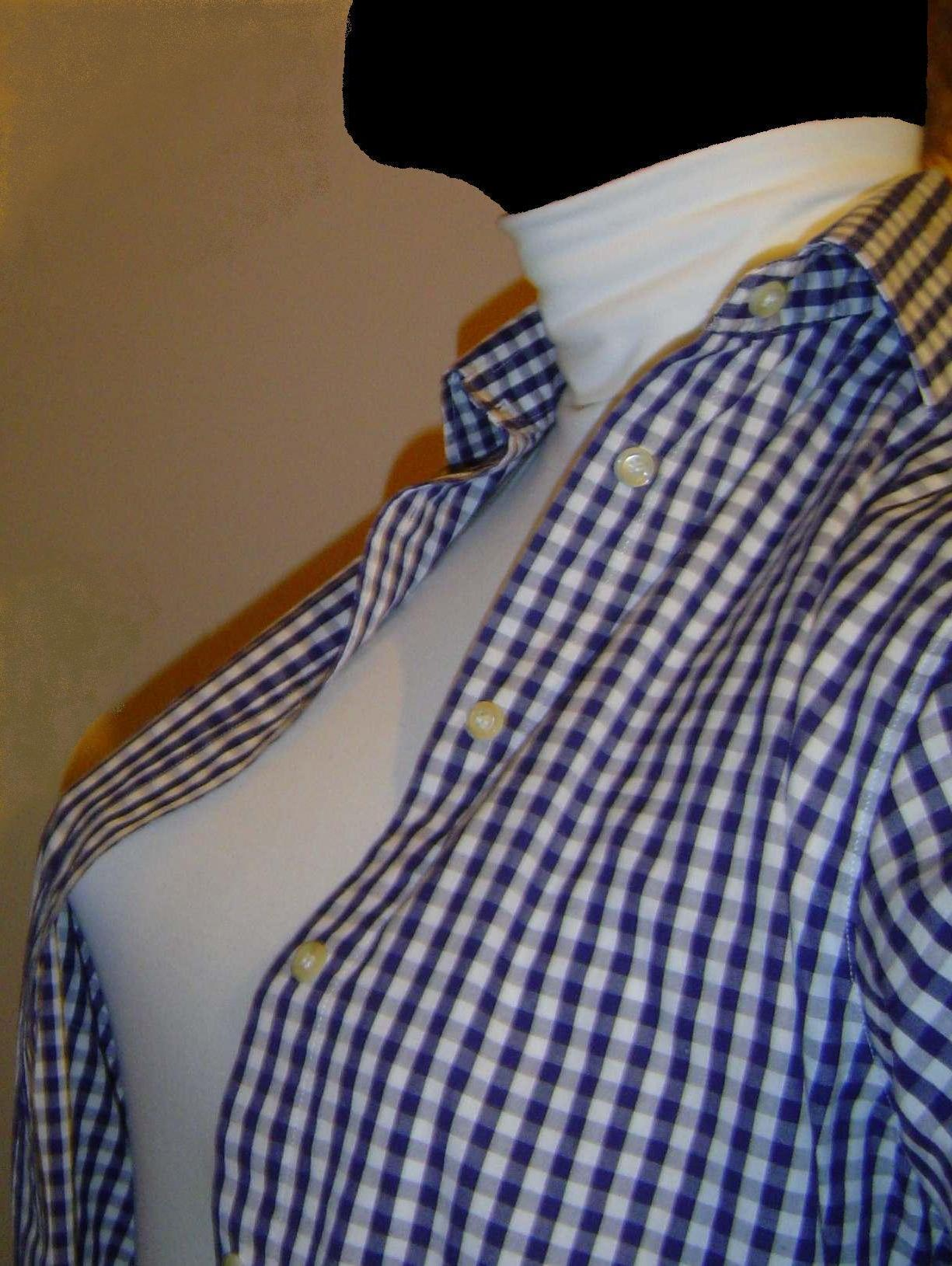
Blåvit bardotrutig skjorta.

Gingang (engelska gingham, av malajiskans genggang eller av franska staden Guingamp), ett ursprungligen indiskt, fint och tätt, äkta färgat bomullstyg, vävt med lärftbindning i randiga, rutiga och flammiga mönster. Förr har tyget även vävts med inslag av bast, silke eller lin. Det är ett  finrutigt mönster bestående av horisontella och vertikala linjer där färgen blir mörkare i skärningspunkterna. Bardotrutor är ett alternativt namn på gingang som vann spridning på 1950-talet efter att Brigitte Bardot burit en rosafärgad bröllopsklänning i mönstret.